# Ste. Marie (Illinois)
Ste. Marie is een plaats (village) in de Amerikaanse staat Illinois.

## Demografie
Bij de volkstelling in 2000 werd het aantal inwoners vastgesteld op 261.

## Geografie
Volgens het United States Census Bureau beslaat de plaats een oppervlakte van 2,9 km², geheel bestaande uit land.

## Plaatsen in de nabije omgeving
De onderstaande figuur toont nabijgelegen plaatsen in een straal van 24 km rond Ste. Marie.